# Sigournea
Sigournea is een geslacht van uitgestorven stamtetrapoden uit het Vroeg-Carboon. Het geslacht bevat slechts de enige soort, de typesoort Sigournea multidentata, die in 2006 werd benoemd door de paleontologen John R. Bolt en R. Eric Lombard op basis van een enkele onderkaak uit Iowa. De kaak kwam uit een afzetting van de St. Louis-kalksteen die werd blootgelegd in een steengroeve in de buurt van de stad Sigourney en dateert uit het Viséen, waardoor het ongeveer 335 miljoen jaar oud is. Bolt en Lombard noemden het geslacht naar Sigourney. De soortaanduiding multidentata verwijst naar de vele tanden die in de kaak zijn bewaard. De kaak, die is gehuisvest in het Field Museum en is gecatalogiseerd als FM PR 1820, buigt sterk naar beneden, maar was waarschijnlijk in het begin recht, omdat hij vervormd was door het proces van fossilisatie nadat het individu stierf. Geworteld in het dentaire bot langs de buitenste rand van de kaak zijn achtentachtig kleine, puntige marginale tanden. Een extra rij nog kleinere tanden loopt langs de coronoïden, drie botten die in de lengterichting langs de ondergrens van het dentarium op het binnenoppervlak van de onderkaak zijn geplaatst. Bolt en Lombard konden Sigournea classificeren als een vroeg lid van de Tetrapoda op basis van de aanwezigheid van botoppervlakken bedekt met putten en richels, een enkele rij dentaire tanden, een kaakgewricht dat naar boven wijst en een open groef voor een zijlijn langs het buitenoppervlak van de kaak, en de afwezigheid van tanden op het prearticulaire bot of vergrote hoektanden op de coronoïden. Sigournea verschilt van andere stamtetrapoden doordat ze verschillende gaten heeft in een holte die de exomeckeliaanse fenestra wordt genoemd op het binnenoppervlak van de kaak.
De naaste verwanten van Sigournea binnen Tetrapoda zijn onbekend. Bolt en Lombard namen het niet op in een fylogenetische analyse in hun beschrijving van 2006 omdat ze dachten dat het enkele bekende kaakbot niet genoeg unieke anatomische kenmerken bezat om zijn evolutionaire verwantschappen op te helderen. In 2008 publiceerden Bolt en zijn collega Marcello Ruta echter een fylogenetische analyse die Sigournea wel omvatte, en vonden goede ondersteuning voor Sigournea multidentata-groepering met Occidens portlocki, een soort stamtetrapode die in 2004 werd benoemd uit het Vroeg-Carboon (Tournaisien) van Noord-Ierland. Milner et al. (2009) suggereerden dat Sigournea een naaste verwant kan zijn van de iets jongere baphetide tetrapode Spathicephalus uit Schotland en Nova Scotia op basis van de aanwezigheid van kleine, dicht opeengepakte marginale tanden in beide taxa. Hun voorstel was echter voorlopig omdat ze Sigournea niet in hun fylogenetische analyse hadden opgenomen.